# Cevat Şakir
Cevat Şakir Kabaağaçlı (né en Crète le 17 avril 1886 - mort à Izmir le 13 octobre 1973) est un romancier turc, connu sous le nom de Pêcheur d'Halicarnasse (en turc : Halikarnas Balıkçısı).
Issu d'une grande famille de l'empire ottoman, Cevat Sakir Kabaagaçli est le fils de Chakir Pacha, diplomate turc sous le règne du Sultan Abdülhamid II et le frère des artistes Fahrelnissa Zeid et Aliye Berger. Il a passé son enfance à Athènes. Il a été diplômé du Robert College et du département d'histoire de l'Université d'Oxford en 1908.
Il a écrit dans plusieurs quotidiens turcs. En 1925, à la suite de la publication d'un article critiquant la peine de mort, il a été condamné à 3 ans d'exil à Bodrum (ancien Halicarnasse), qui était à l'époque un petit village de pêcheurs au bord de la mer Égée. 
Malgré la fin de sa peine, il refusa de quitter Bodrum et prit le surnom de Pêcheur d'Halicarnasse pour ses publications. 
Il travailla plutôt sur l'histoire de la région en partant de l'idée selon laquelle le berceau de la civilisation occidentale se trouve à l'ouest de la Turquie, l'Ionie de l'Antiquité. 
Il a publié des dizaines d'œuvres sur l'histoire de l'Anatolie occidentale et la mythologie grecque. Il a écrit également des romans qui ont comme héros des pêcheurs et des marins. Il fut l'initiateur des « tours bleus » (Mavi Tur) visant à faire connaître la région de Bodrum au large public. Si Bodrum est aujourd'hui l'un des plus grands centres touristiques de la Turquie, c'est en grande partie grâce aux efforts de Cevat Şakir.  
Mort en 1973, il est enterré à Bodrum.